# Nelson Vásquez
Nelson Vásquez – kolumbijski zapaśnik walczący w stylu klasycznym. Zajął czwarte miejsce na igrzyskach igrzysk Ameryki Środkowej i Karaibów w 1986. Brązowy medalista na igrzyskach boliwaryjskich w 1985 roku.